# Gardiner Greene Hubbard

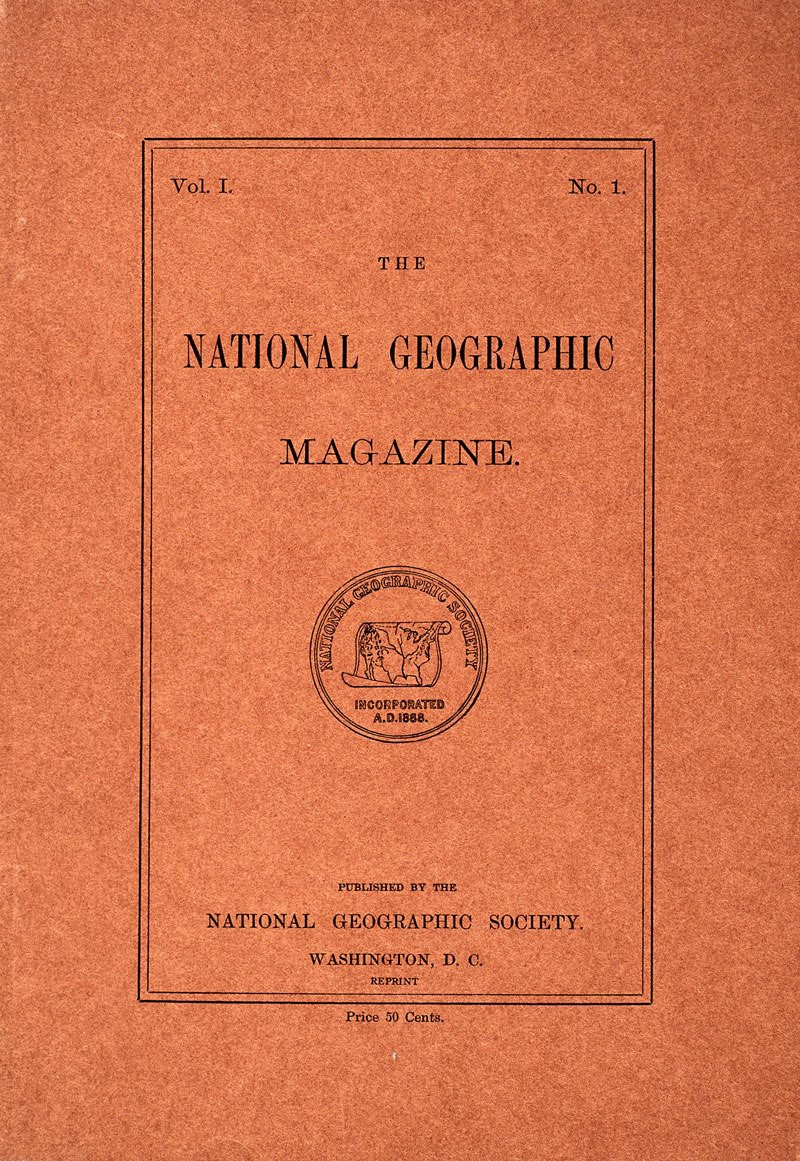
Portada del primer número de la revista de la National Geographic Magazine (publicado el 22 de septiembre de 1888)

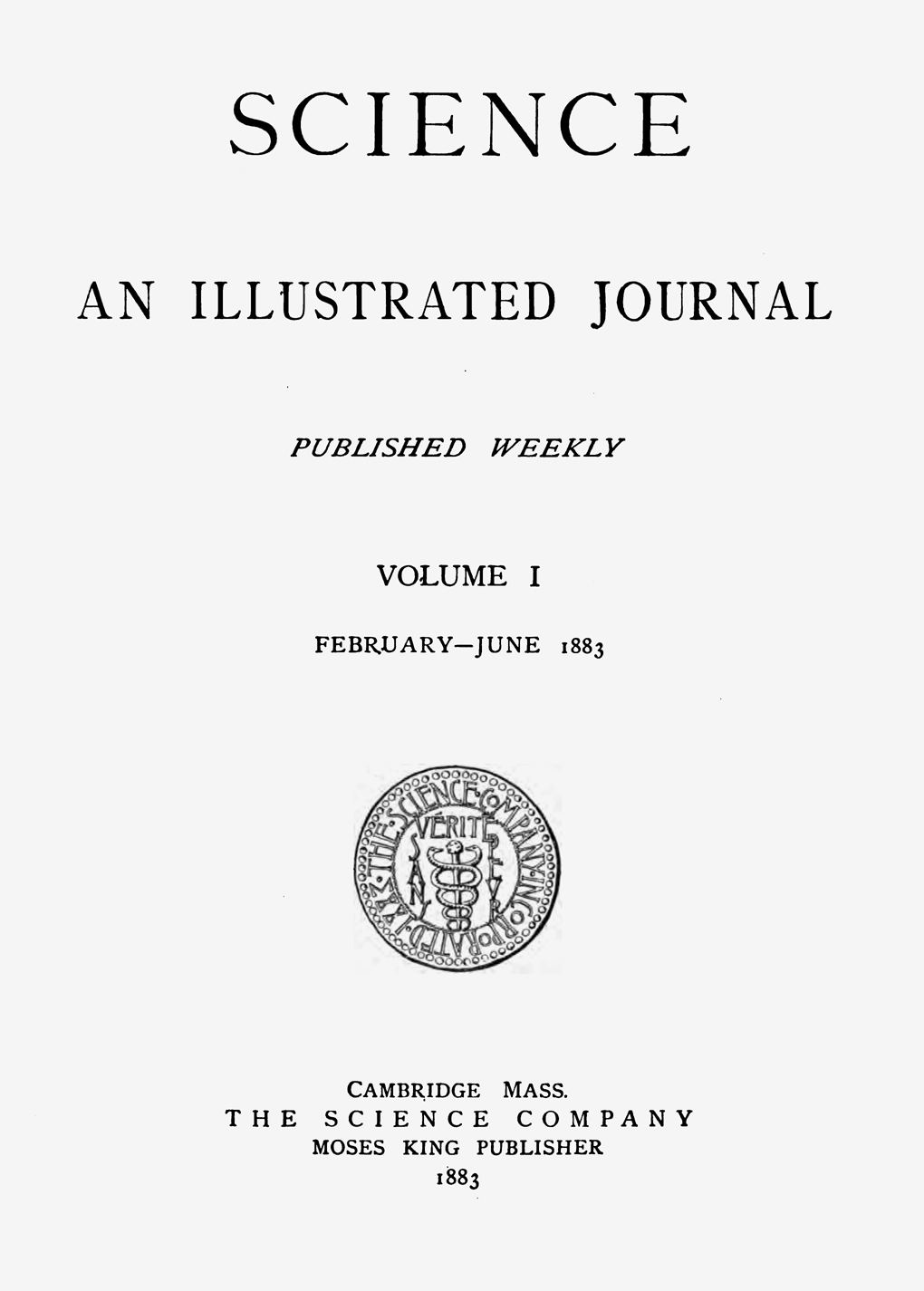
Portada del primer volumen de la revista Science (1883)

Gardiner Greene Hubbard (25 de agosto de 1822 - 11 de diciembre de 1897) fue un abogado estadounidense, conocido como financiero y personaje destacado de la alta sociedad norteamericana de su tiempo. Fundador y primer presidente de la National Geographic Society, cofundador y primer presidente de la Bell Telephone Company (que más tarde se convertiría en la AT&T, en su momento, la compañía telefónica más grande del mundo), también fundó la revista Science, y se erigió en defensor de la enseñanza del habla para los sordomudos.
Una de sus hijas, Mabel Gardiner Hubbard, se convirtió en la esposa de Alexander Graham Bell.

## Primeros años
Hubbard nació, creció y se educó en Boston. Era hijo de Samuel Hubbard (1785-1847), juez de la Corte Suprema Judicial de Massachusetts, y de Mary Greene (1790-1827). Su hermano menor era Charles Eustice Hubbard (1842-1928), quien más tarde se convirtió en el primer secretario y empleado de la compañía telefónica Bell.
Era nieto del comerciante de Boston Gardiner Greene, y descendiente de Lion Gardiner, uno de los primeros pobladores y soldados ingleses en el Nuevo Mundo que fundó el primer asentamiento inglés en lo que más tarde se convirtió en el estado de Nueva York, y cuyo legado incluye la isla Gardiners, que permanece en el patrimonio de la familia.
Asistió a la Phillips Academy, de Andover, y luego se graduó en Dartmouth en 1841. Posteriormente estudió Derecho en Harvard y fue admitido en el colegio de abogados en 1843.

## Carrera
Inicialmente se estableció en Cambridge y se unió a la firma de abogados de Benjamin Robbins Curtis en Boston. Allí se convirtió en miembro activo de las instituciones locales. Contribuyó a establecer las obras de abastecimiento de agua de una ciudad en Cambridge, fue fundador de la Cambridge Gas Co. y más adelante organizó un sistema de tranvías de Cambridge a Boston. También jugó un papel fundamental en la fundación de la Escuela Clarke para Sordos en Northampton (Massachusetts). Fue la primera escuela para enseñar a hablar a los sordos en los Estados Unidos, y Hubbard siguió siendo fideicomisario durante el resto de su vida.
Se hizo conocido en todo el país cuando se convirtió en defensor de la nacionalización del sistema de telégrafos (entonces un monopolio de la Western Union Company, como explicó) convirtiéndolo en el Servicio Postal de los Estados Unidos, tal como expuso en un artículo titulado "Los cambios propuestos en el sistema de telegrafía", "No se sostiene que el sistema postal esté libre de defectos, sino que se pretende que se eliminen muchos de los males graves del sistema actual, sin la introducción de otros nuevos, y que el balance de beneficios predomine en gran medida a favor de las tarifas baratas y mayores facilidades, limitando y dividiendo los poderes del sistema postal". A fines de la década de 1860, Hubbard presionó al Congreso para aprobar el Proyecto de Ley del Telégrafo Postal de los EE. UU., conocido como el Proyecto de Ley Hubbard, que habría creado la Compañía Postal de Telégrafos de los EE. UU., asociada al Servicio Postal, pero finalmente no fue aprobado.
Para beneficiarse de su proyecto de ley, Hubbard necesitaba controlar las patentes que dominaban aspectos esenciales de la tecnología del telégrafo, como el envío de múltiples mensajes simultáneamente en un solo cable telegráfico, sistema denominado telegrafía armónica. Para adquirir tales patentes, Hubbard y su socio Thomas Sanders (cuyo hijo era sordo) financiaron los experimentos y el desarrollo de un telégrafo acústico de Alexander Graham Bell, que llevó a su invención del teléfono.
Después de la jubilación de Curtis, se mudó a Washington D. C., donde continuó ejerciendo como abogado durante cinco años más. En 1876, fue designado por el presidente Grant para determinar las tarifas adecuadas para el correo ferroviario y ostentó el cargo de comisionado de la Exposición Universal de Filadelfia (1876).

### Compañía Telefónica Bell
Hubbard fundó la Bell Telephone Company el 9 de julio de 1877, con él mismo como presidente, Thomas Sanders como tesorero y Bell como "Jefe de Electricistas". Dos días después se convirtió en suegro de Bell, cuando este se casó el 11 de julio de 1877 con su hija, Mabel Hubbard.
Estaba íntimamente relacionado con la Bell Telephone Company, que posteriormente se convirtió en la National Bell Telephone Company y luego en la American Bell Telephone Company, fusionándose con pequeñas empresas telefónicas durante su crecimiento. La compañía de telefonía American Bell, a finales de 1899, evolucionaría a la AT&T, siendo durante varias etapas la compañía telefónica más grande del mundo. Hubbard ha sido reconocido como el empresario que distribuyó el teléfono al mundo.

### Compañía fonográfica Edison
También se convirtió en un inversor principal en la compañía de fonógrafos Edison. Cuando Edison descuidó el desarrollo del fonógrafo, que al principio apenas funcionaba, Hubbard ayudó a su yerno, Alexander Graham Bell, a organizar en 1881 una empresa competidora, que desarrolló cilindros y discos de cartón revestidos con cera para usarlos en el grafófono. Estas mejoras fueron inventadas por el primo de Alexander Bell, Chester Bell, un químico, y por Charles Sumner Tainter, un fabricante de instrumentos ópticos, en el Laboratorio Volta de Alexander Graham Bell en Washington, D. C. 
Hubbard y Chester Bell ofrecieron a Edison combinar sus intereses, pero este se negó, dando lugar a la creación de la Volta Graphophone Company, que acabaría convirtiéndose en la  Columbia Records en 1886.

### Otros proyectos
Siempre estuvo interesado en el lado público de la ciencia. Después de mudarse a Washington, fue uno de los fundadores y el primer presidente de la National Geographic Society, ocupando el cargo desde 1888 hasta 1897. Hoy en día, la Medalla Hubbard se otorga en reconocimiento a logros destacados en exploración, descubrimiento e investigación. En 1897, también ayudó a rescatar financieramente la Asociación Estadounidense para el Avance de la Ciencia fundada en 1848, al permitir la compra de la revista "Science" (que entonces era de propiedad privada), que también fundó, en 1883.
Ejerció como fideicomisario de la Universidad George Washington desde 1883 hasta su muerte. Era regente del Instituto Smithsoniano, y creó una gran colección de aguafuertes y grabados, que fueron donados por su viuda a la Biblioteca del Congreso de Estados Unidos con un fondo para adiciones. En 1894, Hubbard fue elegido miembro del American Antiquarian Society

## Vida personal
En 1846, Hubbard se casó con Gertrude Mercer McCurdy (1827–1909), hija de Robert Henry McCurdy, un prominente empresario de la ciudad de Nueva York, y de Gertrude Mercer Lee, sobrina de Theodore Frelinghuysen, un senador de los Estados Unidos. Su hermano, Richard Aldrich McCurdy, fue presidente de la compañía AXA. La pareja tuvo seis hijos:
- Robert Hubbard (1847-1849), que murió joven.
- Gertrude McCurdy Hubbard (1849–1886), quien se casó con Maurice Neville Grossmann (1843–1884).
- Mabel Gardiner Hubbard (1859–1923), quien se casó con Alexander Graham Bell, hijo de Alexander Melville Bell, en 1877.[2] Mabel se había quedado sorda a los cinco años de edad debido a la escarlatina.[17] Más tarde se convirtió en alumna de Alexander Graham Bell, que enseñaba a niños sordos.[18]
- Roberta Wolcott Hubbard (1859–1885), quien se casó con Charles James Bell (1858–1929), hijo de David Charles Bell y primo de Alexander Graham Bell, en 1881.
- Grace Hubbard (1865–1948), quien se casó en 1887 con el viudo de su hermana Roberta, Charles J. Bell, después de la muerte de Roberta durante el parto en 1885.
- Marian Hubbard (1867–1869), quien también murió joven.[19]

La casa de Hubbard en Brattle Street en Cambridge (en cuyo césped, se casaron Mabel y Alexander Graham Bell en 1877) ya no está en pie. Pero aún queda un gran árbol de haya de su jardín (en 2011). Para dar servicio a su entonces moderna casa de Cambridge, Hubbard quería instalar luces de gas, la entonces nueva forma de iluminación. Así que fundó la Cambridge Gas Company, ahora integrada en la compañía NSTAR. Después de mudarse a Washington D. C. desde Cambridge en 1873, Hubbard subdividió su gran propiedad en Cambridge. En Hubbard Park Road y Mercer Circle (Mercer era el apellido de soltera de su esposa), construyó grandes casas diseñadas para la facultad de Harvard. En la cercana calle Foster, construyó casas más pequeñas, aunque con comodidades modernas. Este barrio, situado al oeste de Harvard Square en Cambridge, ahora es tan popular como caro.
Murió el 11 de diciembre de 1897 en Twin Oaks, su residencia campestre. Su funeral se llevó a cabo en la Iglesia del Pacto en Washington, donde había sido presidente de la junta directiva. Su viuda murió en un accidente automovilístico el 20 de octubre de 1909 en Washington D. C.

### Descendientes

Fotografía de los descendientes de Bell en 1922, con una estatua de Bell

A través de su hija Gertrude, fue el abuelo de Gertrude Hubbard Grossmann (1882-1919), quien se casó con Peter Stuyvesant Pillot (1870-1935), en la casa de Hubbard, Twin Oaks, en 1903. Su hija, Rosalie Pillot (1907-1959) se casó con Lewis Rutherfurd Stuyvesant (1903-1944), el hijo de Rutherfurd Stuyvesant, en 1925. Después de dar a luz a un hijo, se divorciaron en 1935.
A través de su hija Mabel, fue el abuelo de Elsie May Bell (1878-1964), quien se casó con Gilbert Hovey Grosvenor, miembro de la National Geographic Society, de Marian Hubbard "Daisy" Bell (1880–1962), quien estaba casada con David Fairchild, y de dos niños que murieron en la infancia (Edward en 1881 y Robert en 1883).
A través de su hija Roberta, fue el abuelo de Grace Hubbard Bell (1884–1979), quien estuvo casada con Granville Roland Fortescue (1875–1952), un militar estadounidense; y de Rough Riders, que era primo de Theodore Roosevelt e hijo de Robert Roosevelt (nacido mientras su padre biológico estaba casado con su primera esposa, pero adoptado por él después de su muerte y su matrimonio con su madre).
Grace fue la madre de tres niñas, Marion Fortescue, quien se casó con Daulton Gillespie Visknis en 1934, Thalia Fortescue Massie (1911-1963) y Kenyon Fortescue. Reynolds (1914-1990), era más conocida como actriz con el nombre de Helene Whitney.

### Legado
- La vida de Gardiner Hubbard se detalla en el libro 'Mil años de historia de los Hubbard', escito por Edward Warren Day.[41]

- En 1890, el Monte Hubbard, situado en la frontera entre Alaska y el Yukón, fue nombrado en su honor por una expedición copatrocinada por la National Geographic Society mientras él era presidente.

- El edificio principal de la Escuela Clarke para Sordos, Hubbard Hall, lleva este nombre en su honor.

- En 1899, un nuevo centro educativo en Kenyon Street (Washington, D. C.) fue nombrado Escuela Hubbard en su honor, como uno de los "Hombres más animosos del Distrito, nunca descuidando la oportunidad de promover sus intereses, pero también un hombre de gran capacidad de aprendizaje e interés en todos los movimientos educativos. El Sr. Hubbard era el presidente de la National Geographic Society, un hombre prominente en ciencia y del más alto carácter".[42] La escuela fue posteriormente cerrada y demolida.